# کامپو دی جووه
کامپو دی جووه (به ایتالیایی: Campo di Giove) یک کومونه در ایتالیا است که در استان لاکویلا واقع شده‌است.

## خصوصیات
کامپو دی جووه ۳۰٫۴۰ کیلومترمربع مساحت و ۸۴۲ نفر جمعیت دارد و ۱٬۰۶۴ متر بالاتر از سطح دریا واقع شده‌است.